# 蕴含的单调性
蕴含的单调性（Monotonicity of entailment）是许多逻辑系统的一个属性，它表明任何派生事实的假设都可以用额外的假设自由扩展。在后续演算中，可以通过称为弱化的结构规则来捕获此属性，并且在此类系统中，当且仅当规则是可接受的时，人们可以说蕴含是单调的。具有这种性质的逻辑系统有时被称为单调逻辑，以区别于非单调逻辑。

## 弱化规则
为了说明这一点，请考虑自然演绎 顺序：
Γ {\displaystyle \vdash } C
也就是说，在一系列假设 Γ 的基础上，可以证明 C。通过添加假设 A 进行弱化，可以得出结论：
Γ, A {\displaystyle \vdash } C
例如，三段论“所有人都会死。苏格拉底是人。因此苏格拉底会死。” 可以通过添加一个前提来削弱：“所有人都会死。苏格拉底是人。奶牛会产奶。因此苏格拉底会死。” 原结论的有效性不因前提的增加而改变。

## 非单调逻辑
在大多数逻辑中，如果逻辑没有明确的规则，弱化要么是推理规则，要么是元定理。值得注意的例外是：
- 严格逻辑或相干逻辑，其中每个假设对于结论都是必要的。
- 不允许任意蕴含幂等性的线性逻辑。

## 外部連結
- History of Logic in Relationship to Ontology （页面存档备份，存于） Annotated bibliography on the history of logic